# Li Dan (tir)
Dans ce nom chinois, le nom de famille, Li, précède le nom personnel.
Pour les articles homonymes, voir Li Dan.
Li Dan, née le 13 février 1962, est une tireuse sportive chinoise. 

## Biographie
Li Dan est cinquième de l'épreuve de tir à la carabine à air à 10 mètres aux Jeux asiatiques de 1986 à Séoul. Elle remporte une épreuve de Coupe du monde de tir en 1987 à Zurich en tir à la carabine à air à 10 mètres. La même année, elle obtient la médaille d'or aux Championnats d'Asie à Pékin dans cette même discipline. 
Elle termine quinzième de l'épreuve de tir à la carabine à air à 10 mètres aux Jeux olympiques d'été de 1988 à Séoul. En 1989, elle termine deuxième d'une épreuve de Coupe du monde à Zurich en tir à la carabine 3 positions à 50 mètres. En 1990, elle se classe cinquième des Mondiaux de Moscou en tir à la carabine couché à 50 mètres.